# Kőfarka
Kőfarka (románul Piatra) település Romániában, Erdélyben, Beszterce-Naszód megyében.

## Fekvése
Bethlentől északkeletre, a Nagy-Szamos jobb partján fekvő település.

## Története
Kőfarka nevét 1418-ban említette először oklevél Vwfark néven.
1485-ben Kewfarka, 1733-ban Kőfsrka, 1750-ben Pjatra, 1913-ban Kőfarka néven írták.
1418-ból ismertek első birtokosai is, akik Szészárma urai, a Harinnai Farkas család tagjai, néhai Harinnai Miklós fiainak; Tamásnak és Miklósnak egészbirtoka volt.
1456-ban Harinnai Farkas János birtoka, akitől V. László király Kőfarkát hűtlenség miatt elvette, azt Farkas Tamás fiainak János és Miklósnak adományozta.
1576-ban Báthory István Harinnai Farkas János és Miklós Kőfarka nevű birtokát Báthory Kristófnak adományozta.
1596-ban Tahy István Kőfarka birtokot, melyet Báthory András hűtlensége miatt a fejedelem neki adományozott, nejére Kendy Zsuzsánnára hagyja.
1607-ben Kendy Sándor fia István a falut Koch Ferencz beszterczei polgárnak 1000 forintért eladta, aki 1632-ben Kékedy Zsigmondnak adta el. 1646-ban a falu már Kendy Judit Haller Istvánné birtokában volt.
1663-ban Apaffy fejedelem parancsára Béldy Pált a Kékedi Zsigmond végrendelete alapján itteni részébe beiktatták, de még ez évben Apaffy Mihály a birtokot, mely Béldy Pál kezén csak zálogjogon volt, Bethlen Farkasnak, Gergelynek és Eleknek adományozta, és a későbbiekben is a Bethlen család maradt Kőfarka birtokosa.
Adataink szerint román falu volt, melynek lakosai Moldovából telepedtek ide, de kisebb számban magyarok is lakták.
1910-ben 562 lakosából 48 magyar, 20 német, 493 román volt. Ebből 491 görögkatolikus, 50 református, 20 izraelita volt.
A trianoni békeszerződés előtt Szolnok-Doboka vármegye Bethleni járásához tartozott.

## Nevezetességek
- Görögkatolikus temploma – 1888-ban kőből épült, 1890-ben Szent Miklós tiszteletére szentelték fel. Anyakönyvet 1827-től vezetnek.
- Református temploma – 1888-ban kőből épült.